# Chiesa della Madonna delle Grazie (Monterotondo)
La chiesa della Madonna delle Grazie è un luogo di culto cattolico, sito nella piazza omonima del quartiere Santa Maria, a Monterotondo (RM).
La facciata è in stile romanico e rinascimentale.

## Storia ed arte
Della chiesa di S. Maria delle Grazie non si conosce la data di costruzione né il progettista.
È sicuro che esisteva già nel 1343, perché risulta, a tale data, nel registro di tutte le chiese della Sabina. Da ciò si può affermare che è la più antica chiesa di Monterotondo.
Qualcuno ha ipotizzato che fosse un oratorio paleocristiano dedicato a sant’Irene.
Dopo il 1449, per interessamento di papa Niccolò V, accanto alla chiesa fu costruito un convento affidato ai Padri minori conventuali, cui subentrarono, nel 1490, i frati amedeiti.
La chiesa era la cappella sepolcrale degli Orsini, feudatari di Monterotondo. Quello che è rimasto è la tomba di Giordano Orsini, comandante delle truppe pontificie sotto Sisto IV, eretta dal cardinale Battista Orsini in onore del fratello morto nel 1484.
Tra il 1628 e il 1630, vengono restaurate due cappelle, quella dedicata alla Vergine 
(la IIa sinistra), e quella dedicata a sant'Antonio da Padova (la III a sinistra).
Nel 1715, viene restaurata e decorata la cappella dedicata ai santi Filippo e Giacomo 
(la IV a sinistra); attualmente è la cappella del Santissimo.
Da notare che i due santi Filippo e Giacomo erano stati nominati patroni di Monterotondo, proprio nella chiesa di S. Maria delle Grazie, con una cerimonia solenne nel 1619.
Queste sono le uniche tre cappelle che conservano ancora le opere originali. Le altre cappelle erano dedicate a san Giuseppe (la Ia sinistra); a san Giuseppe da Copertino (la I a destra); a san Giovanni Battista (la II a destra); a san Francesco d’Assisi (la III a destra).
Nel presbiterio vi sono due statue in legno che rappresentano san Francesco e santa Chiara.
Sotto l'altare maggiore vi è un'urna di marmo contenente le reliquie di tre santi: Sant'Abbondio, San Clemente e San Gregorio.
A causa del terremoto del 1915, la chiesa ed il convento subirono notevoli danni, per cui fu abbandonata.
Tra il 1929 e il 1933, la chiesa fu restaurata, mentre il convento fu demolito; al suo posto venne costruito l'edificio dell'O.N.M.I.; successivamente, in un appezzamento di terreno attiguo, è stata costruita l'attuale casa di riposo.
Durante la Seconda guerra mondiale, quando Monterotondo fu occupata dalle truppe tedesche, la chiesa fu adibita a stalla per i cavalli.
Fino al 1948 al centro del cortile della chiesa, c'era ancora il vecchio pozzo del convento, demolito per far posto ad un campo di pallavolo.

## Santuario di San Rocco
Nell'area della parrocchia di Santa Maria delle Grazie sorge la chiesa di S.Rocco, dichiarata santuario.
Costruita nel 1560 su una preesistente antica cappella, venne affidata alla Compagnia della Morte o Compagnia del Sacco Nero, la quale provvedeva alla sepoltura delle persone, senza parenti, che morivano in campagna oppure di morte violenta.
La chiesa aveva quattro cappelle laterali: le due di sinistra sono state demolite verso 
il 1850 per poter allargare l'attuale via A. Gramsci. Le altre due sono state demolite durante i lavori eseguiti tra 
il 1960 e il 1968. Durante questi lavori sono state effettuate modifiche nel presbiterio.
Sull'altare maggiore vi era affrescata l'immagine di S.Rocco, la quale, all'epoca dei lavori, non era più riconoscibile. Al suo posto è stato inserito un mosaico ed il quadro della Madonna del Diluvio delle Grazie. Detto quadro, prima dei lavori di restauro, era inserito in una finestra in alto, proprio sotto la corona.